# Warszawa-Wilanów (gmina)
Warszawa-Wilanów – dawna gmina miejska (tzw. gmina warszawska) istniejąca w latach 1994–2002  w woj. stołecznym warszawskim i woj. mazowieckim. Siedziba gminy znajdowała się w warszawskiej dzielnicy Wilanów.
Gmina Warszawa-Wilanów została utworzona 19 czerwca 1994 roku w woj. warszawskim na mocy ustawy z dnia 25 marca 1994 o ustroju miasta stołecznego Warszawy, w związku z reformą podziału administracyjnego miasta Warszawy, polegającej na przekształceniu dotychczasowych (funkcjonujących od 1990 roku) ośmiu dzielnic-gmin w 11 nowych tzw. gmin warszawskich. 
W związku z reformą administracyjną Polski wchodzącą w życie 1 stycznia 1999 roku, gmina weszła w skład powiatu warszawskiego w nowo utworzonym woj. mazowieckim.
Gminę zniesiono 27 października 2002 roku (łącznie z całym powiatem warszawskim) na mocy ustawy z dnia 15 marca 2002 r. o ustroju miasta stołecznego Warszawy, likwidującej podział Warszawy na gminy, tworząc z niej ponownie jednolitą gminę miejską.
Granice gminy:

Nurt rzeki Wisły, granice administracyjne gminy Konstancin-Jeziorna (północna), korona Skarpy Warszawskiej, południowa, zachodnia i północna granica rezerwatu Park Natoliński, korona Skarpy Warszawskiej, południowa strona ul. Arbuzowej, wschodnia strona ul. Sobieskiego, południowa strona ul. Nałęczowskiej, wschodnia strona ul. Niemirowskiej, północna strona ul. Goplańskiej, południowa strona ul. Augustówka, południowa strona ul. Zawodzie, przedłużenie ul. Zawodzie, nurt rzeki Wilanówki.